# Amadou Onana
Amadou Zeund Georges Ba Mvom Onana (Dakar, Senegal, 16 de agosto de 2001) es un futbolista senegalés, nacionalizado belga, que juega en la demarcación de centrocampista para el Aston Villa F. C. de la Premier League de Inglaterra.

## Trayectoria
Tras empezar a formarse como futbolista en el S. V. Zulte Waregem, se marchó traspasado a las divisiones inferiores del Hoffeheim, donde tras un breve paso por el equipo, fue fichado por el Hamburgo. Su debut con el equipo se produjo el 14 de septiembre de 2020 en un partido de la Copa de Alemania contra el Dynamo Dresden. En agosto de 2021 fue traspasado al Lille O. S. C. con un contrato hasta 2026. Tras una temporada fue traspasado al Everton F. C. Con este equipo jugó más de 70 partidos en dos años y en julio de 2024 se unió al Aston Villa F. C.

## Selección nacional
El 3 de junio de 2022 debutó con la selección de Bélgica en un encuentro de la Liga de Naciones de la UEFA 2022-23 ante Países Bajos que perdieron por uno a cuatro.
Fue convocado por el seleccionador Domenico Tedesco para disputar la Eurocopa 2024, siendo titular en los tres partidos de la fase de grupos.[cita requerida]

### Participaciones en Eurocopas
| Copa          | Sede     | Resultado        | Partidos | Goles |
| ------------- | -------- | ---------------- | -------- | ----- |
| Eurocopa 2024 | Alemania | Octavos de final | 4        | 0     |

## Estadísticas

### Clubes
Actualizado al último partido disputado el 26 de mayo de 2025.
| Club                         | Div.          | Temporada     | Liga  | Liga  | Copas nacionales | Copas nacionales | Copas internacionales | Copas internacionales | Total | Total |
| Club                         | Div.          | Temporada     | Part. | Goles | Part.            | Goles            | Part.                 | Goles                 | Part. | Goles |
| ---------------------------- | ------------- | ------------- | ----- | ----- | ---------------- | ---------------- | --------------------- | --------------------- | ----- | ----- |
| TSG Hoffenheim II · Alemania | 4.ª           | 2018-19       | 1     | 0     | 0                | 0                | ―                     | ―                     | 1     | 0     |
| TSG Hoffenheim II · Alemania | Total club    | Total club    | 1     | 0     | 0                | 0                | 0                     | 0                     | 1     | 0     |
| Hamburgo S. V. · Alemania    | 2.ª           | 2020-21       | 25    | 2     | 1                | 1                | ―                     | ―                     | 26    | 3     |
| Hamburgo S. V. · Alemania    | Total club    | Total club    | 25    | 2     | 1                | 1                | 0                     | 0                     | 26    | 3     |
| Lille O. S. C. Francia       | 1.ª           | 2021-22       | 32    | 1     | 2                | 2                | 8                     | 0                     | 42    | 3     |
| Lille O. S. C. Francia       | Total club    | Total club    | 32    | 1     | 2                | 2                | 8                     | 0                     | 42    | 3     |
| Everton F. C. Inglaterra     | 1.ª           | 2022-23       | 33    | 1     | 2                | 0                | ―                     | ―                     | 35    | 1     |
| Everton F. C. Inglaterra     | 1.ª           | 2023-24       | 30    | 2     | 7                | 1                | ―                     | ―                     | 37    | 3     |
| Everton F. C. Inglaterra     | Total club    | Total club    | 63    | 3     | 9                | 1                | 0                     | 0                     | 72    | 4     |
| Aston Villa F. C. Inglaterra | 1.ª           | 2024-25       | 26    | 3     | 3                | 1                | 5                     | 1                     | 34    | 5     |
| Aston Villa F. C. Inglaterra | Total club    | Total club    | 26    | 3     | 3                | 1                | 5                     | 1                     | 34    | 5     |
| Total carrera                | Total carrera | Total carrera | 147   | 9     | 15               | 5                | 13                    | 1                     | 175   | 15    |